# New York Pancyprian Freedoms
New York Pancyprian Freedoms ist ein US-amerikanischer Fußballverein aus New York, der in den frühen 1980er Jahren dreimal den National Challenge Cup gewann. Der Verein nimmt am Spielbetrieb der fünftklassigen New Yorker Cosmopolitan Soccer League teil und gewann diese 1979, 1980, 1982, 2003, 2004, 2010 und 2011. Dort ist der Gegner im Derby N. Y. Greek American Atlas.
Im Anschluss an die Pokalsiege von 1982 und 1983 nahm der Verein am CONCACAF Champions’ Cup teil. 1983 scheiterte die Mannschaft bereits in der zweiten Runde am mexikanischen Vertreter und späteren Turniersieger Atlante, während sie sich in der folgenden Spielzeit 1984 gegen den amtierenden mexikanischen Meister Puebla durchsetzen und für das Halbfinale qualifizieren konnte, wo sie gegen den mexikanischen Rekordmeister Guadalajara gespielt hätte. Weil beide Vereine es versäumten, einen Spieltermin zu vereinbaren, wurden sie gemeinsam disqualifiziert und der Violette AC, der Sieger des anderen Halbfinals, zum Sieger erklärt.

## Erfolge
- National Challenge Cup: 1980, 1982, 1983
- Cosmopolitan Soccer League: 1979, 1980, 1982, 2003, 2004, 2010, 2011
- State Cup Champions: 2063, 2006, 2008, 2010, 2012